# サンセルモ presents 結婚式は あいのなか で
『サンセルモ presents 結婚式は あいのなか で』（サンセルモ プレゼンツ けっこんしきは あいのなか で）は、2019年4月6日から文化放送制作により配信されている映像付きのインターネットラジオ番組。
番組開始から2025年3月29日までは超!A&G+にて簡易動画付きで配信されていたが、超!A&G+のサービス終了に伴い、2025年4月6日より配信媒体をQloveR「超！A&G+チャンネル」に移行した。また、2025年4月4日からは文化放送地上波（音声のみ）でもQloveRのリピート放送として放送されており、このリピート放送はラジオ大阪にも同時ネットされる。

## 概要
本番組では「ブライダル」をテーマとして、声優の野中藍がウェディングプランナーとなり、浜松町にある結婚式場・エルブライトハウスにて声優・歌手・コスプレイヤー・VTuberをゲストに迎えてトークを展開する。回によっては公開収録が行われる場合もある。
ゲストは基本的に1名が2週連続にわたって出演する。ゲストはウェディングドレス（男性の場合はタキシード）を必ず着用して出演することになっている。

## 配信・放送時間
- QloveR「超！A&G+チャンネル」
  - 日曜 21:30 - 22:00（2025年4月6日 - ）
- 文化放送（地上波）・ラジオ大阪
  - 金曜 4:00 - 4:30（2025年4月4日 - ）
- 超!A&G+
  - 土曜 14:30 - 15:00（2019年4月6日 - 2025年3月29日）
  - リピート配信：火曜日 1:00 - 1:30（月曜日深夜、2025年1月7日 - 2025年3月25日）
- 超!A&G+ → QloveRでの本配信終了後、YouTubeの公式チャンネル（「文化放送広報」→「文化放送A&G」）にて過去配信分のアーカイブを公開。

## 出演者

### パーソナリティ
- 野中藍

代理のパーソナリティ
いずれも代理担当前にゲストとして出演している。
- 照井春佳（第127・128回〈2021年9月4日・11日配信回〉、第239・240回〈2023年11月4日・11日配信回〉）
- 三上枝織（第129回〈2021年9月18日配信回〉 - 第132回〈2021年10月9日配信回〉）

## 主なコーナー
野中さん、こんな結婚式できますか?
リスナーから募集した「挙式や結婚式でこんな事できますか?」などの疑問に対し、野中がプロの力を借りて回答して解決していく。
みんなの結婚式レポート
リスナー自身や知人が体験した結婚式でのエピソードを紹介しつつ、様々なスタイルの結婚式を学んでいく。
そんな結婚式じゃ愛は誓えない
リスナーから募集した「こんな結婚式は嫌だ!」というお題からネタを紹介していく。